# Гринхау, Роза О’Нил
Роза О’Нил Гринхау (англ. Rose O'Neal Greenhow, «Дикая Роза»; 1813 — 1864) — известная шпионка Конфедерации во время Гражданской войны в США.

## Биография
Родилась в 1813 году (по другим данным в 1814 году) как Мария Розетта О’Нил на одной из плантаций округа Монтгомери, штат Мэриленд; была третьей из пяти дочерей в католической семье Джона О’Нила — плантатора и рабовладельца, и его жены — Элизы Генриетты Гамильтон. Их отец погиб в 1817 году от рук неизвестного убийцы, дочери воспитывались матерью на обедневшей ферме.
Около 1830 года Роза и её сестра Эллен были приглашены в Вашингтон, чтобы жить у своей тёти — Мэри Энн Хилл, которая владела пансионом в здании старого капитолия Old Capitol Building (позже — тюрьма Old Capitol Prison). Девочки познакомились со многими важными персонами Вашингтона. Здесь же Роза О’Нил получила прозвище «Дикая Роза». В 1830-е годы она познакомилась с Робертом Гринхау — известным врачом, юристом и лингвистом из Виргинии. Их отношения были хорошо восприняты вашингтонским обществом, включая круг знакомых Долли Мэдисон — супруги 4-го президента США Джеймса Мэдисона. В 1833 году сестра Розы — Эллен О’Нил вышла замуж за племянника Долли Мэдисон — Джеймса Мэдисона Каттса.
В 1835 году Роза вышла замуж за Роберта Гринхау, который к этому времени работал в Государственном департаменте США. Присутствующая на бракосочетании сводная сестра Роберта — Мэри, стала близкой подругой Розы. Сопровождая мужа по работе, в 1850 году семья переехала в Мехико, а затем в Сан-Франциско, Калифорния. В 1852 они вернулись в США, где в 1853 году родилась последняя дочь. В 1854 году Роберт погиб в результате несчастного случая в Сан-Франциско. В браке с Робертом Гринхау у неё родилось четверо дочерей — Флоренс, Гертруда, Лейла и Роза. Вдова некоторое время находилась в Вашингтоне, а когда её старшая дочь Флоренс вышла замуж за Сеймура Мура (англ. Seymour Treadwell Moore), выпускника Вест-пойнта, кадрового офицера и ветерана Американо-мексиканской войны, Роза вместе с ними переехала в штат Огайо.

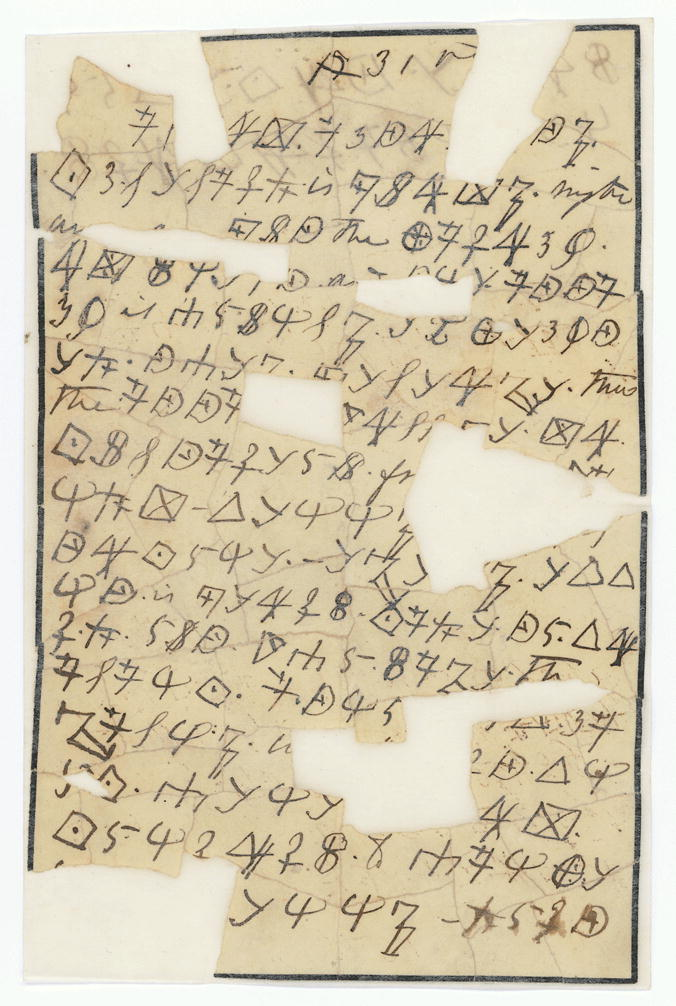
Одна из шифровок Розы Гринхау

После потери мужа Роза Гринхау стала благосклонно относиться к делу Конфедератов. Сильное влияние на неё оказала дружба с сенатором США от Южной Каролины Джоном Кэлхуном. В конце концов Роза была завербована Конфедератами в качестве шпиона. Её вербовщиком стал капитан армии США (впоследствии бригадный генерал) Томас Джордан, организатор шпионской сети в Вашингтоне. От него она получила 26-символьный шифр для кодировки своих сообщений. Джордан ушёл из армии США и отправился на юг, где стал капитаном армии Конфедератов, продолжая получать данные от Гринхау. Президент КША Джефферсон Дэвис приписывал Гринхау информацию, которая обеспечила Конфедератам некоторые победы над Союзной армией в Манасасской кампании. В работе с Конфедератами Гринхау получила кодовое имя «Rebel Rose» («Мятежная Роза»). Зная риск, на который она пошла, Роза отправила свою дочь Лейлу к старшей сестре Флоренс в Огайо, где муж её был военным в Армии Союза (впоследствии стал бригадным генералом). С Розой в Вашингтоне осталась только самая младшая дочь, которую она называла «Розочкой».

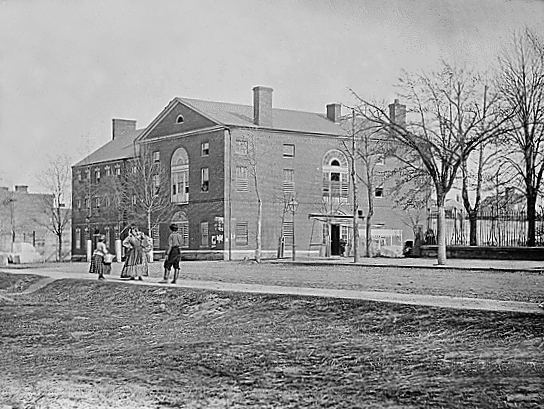
Тюрьма «Old Capitol Prison»

К этому времени главой недавно созданной Секретной службы США стал Алан Пинкертон, одним из первых распоряжений которого было наблюдение за Розой Гринхау, имевшей широкий круг контактов в Вашингтоне. В результате слежки она была задержана и помещена под домашний арест в собственном доме, вместе с одним из своих курьеров — Лили Маколл. У неё были изъяты многие документы, но убедительных улик против неё Пинкертону добыть не удалось. Интересно, что некоторые из документов Гринхау в настоящее время находятся в Национальном управлении архивов и документации США. Роза Гринхау 18 января 1862 года была помещена в тюрьму Old Capitol Prison, её младшей дочери «Розочке» было разрешено остаться с ней.
Гринхау никаких показаний не давала, улик против неё не имелось. 31 мая 1862 года она без суда была освобождена, и в числе других южан её обменяли на северных военнопленных. Встреченная с триумфом в Ричмонде, Роза вскоре по поручению президента Джефферсона Дэвиса отправилась в Европу, где находилась в 1863—1864 годах с неизвестной миссией, побывав даже на приёме у королевы Виктории. Находясь в Лондоне, написала свои мемуары, названные My Imprisonment and the First Year of Abolition Rule at Washington. Опубликовала их также в Лондоне. 19 августа 1864 года Роза Гринхау покинула Европу, чтобы вернуться в КША на британском блокадопрорывателе «Condor». 1 октября 1864 года корабль сел на мель в устье реки Кейп-Фир недалеко от города Уилмингтон, штат Северная Каролина. Опасаясь захвата следуемой за «Кондором» канонерской лодкой Армии Союза Niphon, Роза решила вернуться на берег на вёсельной лодке. Волны перевернули лодку и Гринхау утонула. Её тело было найдено на берегу.
Роза Гринхау была с военными почестями похоронена в Уилмингтоне на кладбище Oakdale Cemetery. В 1888 году ассоциация Ladies Memorial Association установила на её могиле крест с надписью «Mrs. Rose O’Neal Greenhow. A Bearer of Dispatches to the Confederate Government».
В 1993 году общество Sons of Confederate Veterans изменила в память о Розе Гринхау своё название на Order of the Confederate Rose.